# 22 kwietnia
22 kwietnia jest 112. (w latach przestępnych 113.) dniem w kalendarzu gregoriańskim. Do końca roku pozostaje 253 dni.

## Święta
- Imieniny obchodzą: Agapit, Aital, Gaja, Gajusz, Kaja, Leon, Leona, Leonid, Leonida, Lucjusz, Łucjusz, Łukasz, Soter, Strzeżymir, Teodor, Wanesa i Wirginiusz.
- Brazylia – Dzień Odkrycia
- Międzynarodowe – Międzynarodowy Dzień Matki Ziemi (od 2010, ustanowiony przez Zgromadzenie Ogólne ONZ)
- Polska – Dzień Ziemi (na świecie w równonoc wiosenną, tj. 20 lub 21 marca)
- Wspomnienia i święta w Kościele katolickim[1][2] obchodzą:
  - św. Agapit (papież)
  - bł. Franciszek z Fabriano (franciszkanin)
  - bł. Idzi z Asyżu (zakonnik, uczeń św. Franciszka z Asyżu)
  - św. Kajus (papież)
  - bł. Maria Gabriella Sagheddu (Kościół katolicki w Polsce)
  - Najświętsza Maryja Panna Matka Towarzystwa Jezusowego (jezuici)
  - św. Soter (papież)
  - św. Teodor Sykeota (biskup)

## Wydarzenia w Polsce
- 1368 – Król Kazimierz III Wielki wydał statut żupny, regulujący sprawy związane z wydobyciem i handlem solą na ziemiach polskich.
- 1591 – Rozpoczęto budowę ewangelickiego (obecnie katolickiego) kościoła św. Michała Archanioła w Nowej Soli.
- 1656 – Potop szwedzki: w uzgodnieniu z hetmanem Stefanem Czarnieckim w Bydgoszczy wybuchło zbrojne powstanie antyszwedzkie. Mieszczanie otoczyli zamek, otworzyli bramy i wpuścili wojsko polskie, jednak na wieść o tym ku miastu pociągnęła armia szwedzka pod wodzą brata króla Karola Gustawa, księcia Jana Adolfa. 26 maja gen. Karol Gustaw Wrangel ponownie opanował miasto.
- 1714 – Podpisano polsko-turecki traktat pokojowy potwierdzający pokój w Karłowicach z 1699 roku.
- 1794 – Insurekcja kościuszkowska:
  - Powołano Sąd Kryminalny Księstwa Mazowieckiego.
  - Rozpoczęła się insurekcja wileńska.
- 1831 – Powstanie listopadowe: nieudany atak powstańców na Mariampol.
- 1848:
  - Gubernator Galicji, Franz Stadion, wydał patent uwłaszczeniowy chłopów[3].
  - Powstanie wielkopolskie: zwycięstwo wojsk pruskich w bitwie o Odolanów.
- 1863 – Powstanie styczniowe: w bitwie pod Stefankowem oddział wojennego naczelnika województwa sandomierskiego pułkownika Dionizego Czachowskiego rozbił oddział kozaków majora Dońca-Chmielnickiego. Po bitwie, w akcie zemsty za pacyfikację Suchedniowa i Wąchocka, powieszono 12 jeńców rosyjskich.
- 1864 – Powstanie styczniowe: stoczono bitwę pod Tarnogórą.
- 1899 – Położono kamień węgielny pod budowę hotelu Bristol w Warszawie.
- 1919 – Józef Piłsudski skierował odezwę do mieszkańców byłego Wielkiego Księstwa Litewskiego.
- 1920 – Założono Muzeum Wojska Polskiego w Warszawie.
- 1940 – W Majdanie Wielkim na Zamojszczyźnie odbyła się ekshumacja ciał 42 polskich jeńców wojennych zamordowanych przez żołnierzy niemieckich 20 września 1939 roku.
- 1952 – Dokonano oblotu szybowca IS-C Żuraw.
- 1964:
  - Sejm PRL przyjął ustawę wstrzymującą bieg przedawnienia w stosunku do sprawców najcięższych zbrodni hitlerowskich.
  - Założono Muzeum Odona Bujwida w Krakowie.
- 1973 – Premiera komedii filmowej Poszukiwany, poszukiwana w reżyserii Stanisława Barei.
- 1982 – Powstała Tymczasowa Komisja Koordynacyjna NSZZ „Solidarność”.
- 1985 – Sąd Najwyższy utrzymał w mocy wyroki wobec zabójców księdza Jerzego Popiełuszki.
- 1986 – Przed Sądem Wojewódzkim w Warszawie zakończył się drugi proces kierownictwa KPN.
- 1989 – Rząd Mieczysława F. Rakowskiego na skutek protestów społecznych, podjął decyzję o rezygnacji z budowy Elektrowni Jądrowej „Warta” w wielkopolskim Klempiczu.
- 1991 – W Poznaniu został zatrzymany seryjny morderca i pedofil Tadeusz Kwaśniak.
- 1993 – Na GPW uruchomiono rynek równoległy.
- 1998 – Utworzono Euroregion Śląsk Cieszyński.
- 2002 – W warszawskiej fabryce Daewoo-FSO zawieszono produkcję Poloneza. W praktyce oznaczało to jej zakończenie.

## Wydarzenia na świecie

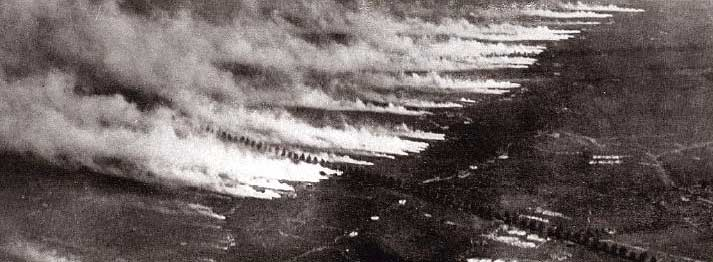
Atak gazowy z użyciem chloru podczas I wojny światowej

- 238 – Balbin i Pupien zostali obwołani współcesarzami rzymskimi.
- 1073 – Grzegorz VII został papieżem.
- 1164 – Dokonano wyboru antypapieża Paschalisa III.
- 1370 – W Paryżu rozpoczęto budowę Bastylii.
- 1418 – Zakończył obrady sobór w Konstancji.
- 1500 – Portugalski żeglarz Pedro Álvares Cabral dotarł, jako pierwszy Europejczyk, do Brazylii.
- 1506 – W trwającym od 19 kwietnia w Lizbonie pogromie Żydów przymusowo nawróconych na katolicyzm zginęło od tysiąca do 4 tysięcy osób.
- 1513 – Hiszpański żeglarz, odkrywca i konkwistador Juan Ponce de León zamieścił w dzienniku pokładowym pierwszą wzmiankę o Prądzie Zatokowym.
- 1529 – Zawarto hiszpańsko-portugalski układ w Saragossie o podziale stref wpływów, będący dopełnieniem traktatu z Tordesillas z 1494 roku.
- 1541 – Po ukonstytuowaniu zakonu jezuitów jego pierwszy generał Ignacy Loyola odprawił mszę dziękczynną w bazylice św. Pawła za Murami w Rzymie.
- 1622 – W niemieckiej Wittenberdze przeprowadzono pierwsze cięcie cesarskie, ratujące życie zarówno dziecku jak i matce.
- 1639 – Papież Urban VIII wydał bullę znoszącą niewolnictwo w Ameryce Południowej.
- 1676 – Wojna Francji z koalicją hiszpańsko-austriacko-lotaryńską: zwycięstwo floty francuskiej w bitwie pod Augustą.
- 1709 – Pożar strawił większą część Budziszyna.
- 1710 – Wojna o sukcesję hiszpańską: wojska austriacko-brytyjskie rozpoczęły oblężenie Douai, bronionego przez garnizon francuski.
- 1779 – Założono najstarszą osadę w Patagonii (obecnie miasto Viedma).
- 1809 – V koalicja antyfrancuska: zwycięstwo wojsk francusko-bawarsko-wirtemberskich nad austriackimi w bitwie pod Eckmühl.
- 1819 – Założono miasto Cienfuegos na Kubie.
- 1821 – W Stambule został powieszony przez Turków patriarcha Konstantynopola Grzegorz V.
- 1824 – Juan Manuel Rodríguez został prezydentem Salwadoru.
- 1838 – Brytyjski parowiec „Sirius” zdobył jako pierwszy Błękitną Wstęgę Atlantyku.
- 1841 – Założono Mozarteum w Salzburgu.
- 1846 – W Lagos wykonano dwa ostatnie wyroki śmierci w historii Portugalii.
- 1848:
  - Powstał Związek Ślązaków Austriackich.
  - Wszyscy uczestnicy brytyjskiej wyprawy badawczej do Arktyki opuścili uwięzione od dwóch lat przez lód w Cieśninie Wiktorii statki HMS „Erebus” i HMS „Terror” i zginęli, próbując dotrzeć do cywilizacji.
- 1849 – Wojna haitańsko-dominikańska: zwycięstwo wojsk dominikańskich w bitwie pod Las Carreras.
- 1856 – Amerykańaki oficer Henry Sibley uzyskał patent na swój model namiotu wojskowego.
- 1864 – Kongres USA przyjął ustawę (Coinage Act), w wyniku której na amerykańskich środkach płatniczych pojawiła się dewiza In God we trust.
- 1880:
  - Władywostok otrzymał prawa miejskie.
  - W niemieckim Chemnitz uruchomiono pierwszą linię tramwaju konnego.
- 1881 – Dimitrie Brătianu został premierem Rumunii.
- 1883 – Jan Heemskerk Abrahamzoon został premierem Holandii.
- 1889:
  - Na terenach byłego Terytorium Indiańskiego udostępniono tzw. „ziemie nieprzydzielone” pod osadnictwo białych i jeszcze tego samego dnia – po pierwszym z kilku głośnych „wyścigów po ziemię” – pojawiło się na nich ponad 50 tysięcy osadników.
  - Założono Oklahoma City.
- 1900 – Zwycięstwo wojsk francuskich nad siłami sudańskiego watażki Rabiha az-Zubajra w bitwie pod Kousséri na terenie dzisiejszego Czadu.
- 1906 – W Atenach rozpoczęła się nieoficjalna Olimpiada Letnia.
- 1909 – Niemiecki astronom August Kopff odkrył planetoidę (680) Genoveva.
- 1910 – 18 górników zginęło, a 7 zostało rannych w wyniku eksplozji w kopalni węgla kamiennego koło miejscowości Amsterdam w stanie Ohio.
- 1912:
  - Ukazał się pierwszy numer bolszewickiej „Prawdy”.
  - W Królestwie Węgier utworzono rząd László Lukácsa.
- 1915 – I wojna światowa: wojsko niemieckie uwolniło chlor pod Ypres w Belgii. Było to pierwsze użycie broni chemicznej na taką skalę, z tysiącami zabitych. Wcześniej w mniejszym stopniu używali broni chemicznej Francuzi i Niemcy.
- 1921 – Wskutek wycieku fosgenu ze zbiornika w fabryce farb w Bound Brook w stanie New Jersey poszkodowanych zostało ponad 100 osób, a jedna zginęła.
- 1926 – W Teheranie podpisano irańsko-turecki traktat o przyjaźni.
- 1928 – W wyniku trzęsienia ziemi w greckich miastach Korynt i Lutraki zginęło 20 osób i zostało uszkodzonych 3 tys. budynków.
- 1930 – W Londynie podpisano międzynarodowy Traktat w sprawie ograniczenia i redukcji uzbrojenia morskiego.
- 1931:
  - Niemiecki seryjny morderca Peter Kürten („Wampir z Düsseldorfu”) został skazany na karę śmierci.
  - Utworzono Irackie Siły Powietrzne.
- 1940 – W Paryżu rozpoczęło się dwudniowe posiedzenie francusko-brytyjskiej Najwyższej Rady Wojennej.
- 1941:
  - W czasie niemieckiego nalotu na angielskie Plymouth w wyniku bezpośredniego trafienia bombą w schron przeciwlotniczy zginęło 76 osób.
  - W wyniku ustaleń niemiecko-włoskich w Wiedniu doszło do rozbioru terytorium okupowanej Jugosławii.
- 1942 – Premiera thrillera Sabotaż w reżyserii Alfreda Hitchcocka.
- 1943:
  - Szwajcarski chemik Albert Hofmann napisał pierwszy raport dotyczący halucynogennych właściwości LSD.
  - Wojna na Pacyfiku: rozpoczęły się walki o Salamaua-Lae-Finschhafen na Nowej Gwinei.
- 1944:
  - Na polecenie premiera Winstona Churchilla w radiu BBC odegrano po raz pierwszy za granicą nowy hymn ZSRR.
  - Wojna na Pacyfiku: wojska amerykańskie wylądowały na Nowej Gwinei.
- 1945: 
  - We wsi Niederkaina pod Budziszynem żołnierze Armii Czerwonej spalili żywcem 195 jeńców – członków Volkssturmu
  - Wojska polskie i radzieckie wyzwoliły obóz koncentracyjny Sachsenhausen, leżący 30 km na północ od Berlina oraz zdobyły miasto Hohen Neuendorf przy granicy z Berlinem.
- 1948 – Wojna domowa w Palestynie: żydowska organizacja paramilitarna Hagana rozpoczęła operację „Jewusi”, której celem było przejęcie kontroli nad arabskimi dzielnicami w Jerozolimie.
- 1952 – Premiera sztuki Krzesła Eugène’a Ionesco.
- 1953 – Premiera francusko-włoskiego thrillera Cena strachu w reżyserii Henriego-Georges’a Clouzota.
- 1954 – Weszła w życie Konwencja dotycząca statusu uchodźców.
- 1956 – W Opawie zlikwidowano komunikację tramwajową.
- 1960 – 35 osób zginęło w katastrofie belgijskiego samolotu Douglas C-54 Skymaster w Kongu Belgijskim.
- 1962 – 40 osób zginęło w katastrofie samolotu Douglas C-47 Skytrain w górach na zachodzie Kolumbii.
- 1963 – Lester Pearson został premierem Kanady.
- 1964:
  - Na punkcie kontrolnym na Heerstraße w Berlinie radziecki agent Konon Mołody został wymieniony na brytyjskiego agenta Greville’a Wynne’a.
  - W Nowym Jorku rozpoczęła się Wystawa Światowa.
- 1965 – Dokonano oblotu australijskiego samolotu rolniczego Transavia PL-12 Airtruk.
- 1966 –  Podczas międzylądowania na lotnisku pod Ardmore w Oklahomie rozbił się należący do American Flyers Airline, wyczarterowany przez amerykańską armię Lockheed L-188 Electra, w wyniku czego zginęły 83 osoby, a 15 zostało rannych. Jak wykazało dochodzenie podczas lądowania pierwszy pilot i zarazem prezes linii, który sfałszował swe świadectwo zdrowia, doznał zawału serca.
- 1967 – Założono paragwajski klub piłkarski Sport Áncash Huaraz.
- 1968 – Została podpisana Umowa o ratowaniu kosmonautów, powrocie kosmonautów i zwrocie obiektów wypuszczonych w przestrzeń kosmiczną.
- 1969 – Brytyjski żeglarz Robin Knox-Johnston zakończył pierwszy w historii samotny rejs wokółziemski bez zawijania do portów.
- 1970:
  - Po raz pierwszy obchodzono Dzień Ziemi.
  - We francuskim Strasburgu, dzięki wygraniu losowania po dodatkowym (trzecim) zakończonym ponownie remisem meczu półfinałowym Pucharu Zdobywców Pucharów z AS Roma, Górnik Zabrze jako jedyny do tej pory polski klub piłkarski awansował do finału europejskich rozgrywek pucharowych.
- 1974 – 107 osób zginęło w katastrofie Boeinga 707 linii Pan Am w Indonezji.
- 1975:
  - 25-letni William Ray Bonner zastrzelił w Los Angeles 6 osób, a 9 zranił po czym sam został postrzelony przez policję i aresztowany. Policjanci omyłkowo postrzelili również ścigającego Bonnera ochroniarza Versella Bennetta, który zmarł 4 dni później w szpitalu.
  - Prezydent Hondurasu gen. Oswaldo López Arellano został oskarżony wraz ze swoim ministrem finansów o korupcję i zmuszony do ustąpienia ze stanowiska. Nowym prezydentem został gen. Juan Alberto Melgar Castro.
- 1977:
  - Szimon Peres został po raz pierwszy premierem Izraela.
  - Telewizja BBC wyemitowała premierowy odcinek magazynu motoryzacyjnego Top Gear.
- 1978 – W Paryżu odbył się 23. Konkurs Piosenki Eurowizji.
- 1979 – W wyniku ataku 4 palestyńskich terrorystów na izraelskie miasto Naharijja przy granicy z Libanem zginęło 3 cywilów, policjant i 2 napastników, a 4 cywilów zostało rannych.
- 1980 – 313 osób zginęło w wyniku zatonięcia po kolizji z tankowcem filipińskiego promu pasażerskiego „San Juan”.
- 1983 – Niemiecki tygodnik „Stern” zapowiedział opublikowanie nieznanych, obszernych pamiętników Adolfa Hitlera z lat 1932–1945. Zakupione za 9,9 mln marek pamiętniki okazały się fałszerstwem.
- 1988 – U wybrzeży kanadyjskiej Nowej Szkocji zapalił się i zatononął cypryjski tankowiec „Athenian Venture”, w wyniku czego zginęło 24 polskich marynarzy oraz żony 5 z nich.
- 1990 – Niezadowoleni z rządów Frontu Wyzwolenia Narodowego studenci bukaresztańscy rozpoczęli protest na dużą skalę na placu Uniwersyteckim, rozbity przez górników z zagłębia Valea Jiului w dniach 13–15 czerwca.
- 1991 – W trzęsieniu ziemi w Limón w Kostaryce zginęło 48 osób, a 1712 zostało rannych.
- 1992 – W wyniku serii podziemnych eksplozji w meksykańskim mieście Guadalajara zginęło 206 osób.
- 1993 – Powstała Chińska Narodowa Agencja Kosmiczna.
- 1997 – W stolicy Peru Limie odbito zakładników przetrzymywanych w japońskiej ambasadzie przez rebeliantów z Ruchu Rewolucyjnego im. Tupaca Amaru.
- 2000:
  - Paul Kagame został prezydentem Rwandy.
  - Uzbrojeni agenci federalni odebrali siłą 7-letniego kubańskiego uchodźcę Eliána Gonzáleza z rąk jego krewnych w Miami, którzy przeciwstawiali się, w związku ze śmiercią jego matki w czasie ucieczki na Florydę, odesłaniu chłopca do ojca na Kubę.
- 2001:
  - Premiera filmu animowanego Shrek w reżyserii Andrew Adamsona i Vicky Jenson.
  - W Strasburgu podpisano Kartę Ekumeniczną regulującą współpracę europejskich Kościołów chrześcijańskich.
- 2004 – W Ryongchon w Korei Północnej doszło do eksplozji pociągu z ładunkiem saletry amonowej, która spowodowała zniszczenie stacji i najbliższych okolic i śmierć ponad 150 osób.
- 2006 – Wenezuela oficjalnie poinformowała o wystąpieniu ze Wspólnoty Andyjskiej.
- 2007 – Odbyła się I tura wyborów prezydenckich we Francji. Do II tury przeszli Nicolas Sarkozy i Ségolène Royal.
- 2008 – Wycofano ze służby amerykański bombowiec odrzutowy F-117 Nighthawk.
- 2009:
  - Afrykański Kongres Narodowy wygrał wybory parlamentarne w Południowej Afryce.
  - W stolicy Lesotho Maseru doszło do nieudanego zamachu na premiera Bethuela Pakalithę Mosisiliego.
- 2010:
  - W Zatoce Meksykańskiej zatonęła po eksplozji dwa dni wcześniej platforma wiertnicza Deepwater Horizon.
  - Rozpoczęła się pierwsza misja kosmiczna amerykańskiego bezzałogowego wahadłowca Boeing X-37.
  - Śmigłowiec usiłujący nielegalnie wylądować na należącej do Namibii Wyspie Mercury wyrządził ogromne szkody na tamtejszych stanowiskach lęgowych ptaków morskich.
- 2012:
  - We Francji odbyła się I tura wyborów prezydenckich, w której zwyciężył kandydat socjalistów François Hollande przed urzędującym prezydentem Nicolasem Sarkozym.
  - W Kalifornii spadł meteoryt Sutter’s Mill.
- 2016 – Ulisses Correia e Silva został premierem Republiki Zielonego Przylądka.
- 2022  – W przeprowadzonym przez Państwo Islamskie zamachu bombowym na sunnicki meczet w Kunduz w północnym Afganistanie zginęły 33 osoby, a 43 zostały ranne.
- 2023 – Synod Kościoła Starokatolickiego w Austrii wybrał ks. Marię Kubin na biskupa Kościoła, czyniąc ją pierwszą kobietą biskupem w tymże Kościele[4].

## Zdarzenia astronomiczne
- 1556 – Widoczna gołym okiem kometa najprawdopodobniej jednopojawieniowa C/1556 D1 przeszła przez peryhelium.

## Urodzili się
- 1451 – Izabela I Katolicka, królowa Leónu i Kastylii (zm. 1504)
- 1513 – Dōsetsu Tachibana, japoński samuraj (zm. 1585)
- 1518 – Antoni de Burbon-Vendôme, król Nawarry (zm. 1562)
- 1541 – Filip II, landgraf Hesji-Rheinfels (zm. 1583)
- 1592 – Wilhelm Schickard, niemiecki matematyk, orientalista, konstruktor, wynalazca (zm. 1635)
- 1610 – Aleksander VIII, papież (zm. 1691)
- 1656 – Pedro Fernandez del Campo y Angulo, markiz Mejorada, hiszpański polityk (zm. 1721)
- 1658 – Giuseppe Torelli, włoski kompozytor (zm. 1709)
- 1690 – John Carteret, brytyjski arystokrata, polityk, dyplomata (zm. 1763)
- 1692 – James Stirling, szkocki matematyk (zm. 1770)
- 1696 – Antonina Amalia, księżna brunszwicko-lüneburska (zm. 1762)
- 1707 – Henry Fielding, brytyjski pisarz (zm. 1754)
- 1711 – Paul II Anton Esterházy, węgierski arystokrata, feldmarszałek austriacki (zm. 1762)
- 1722 – (data chrztu) Joseph Warton, brytyjski krytyk literacki, uczony (zm. 1800)
- 1724 – Immanuel Kant, niemiecki filozof, wykładowca akademicki (zm. 1804)
- 1735 – Johann Leopold von Hay, czeski duchowny katolicki, biskup hradecki pochodzenia niemieckiego (zm. 1794)
- 1744 – James Sullivan, amerykański prawnik, polityk (zm. 1808)
- 1749 – Jean-Baptiste Meynier, francuski generał (zm. 1813)
- 1757:
  - Józef Maria Grassi, austriacki malarz (zm. 1838)
  - Alessandro Rolla, włoski kompozytor (zm. 1841)
- 1758 – Francisco Castaños, hiszpański generał (zm. 1852)
- 1766 – Madame de Staël, szwajcarska pisarka (zm. 1817)
- 1768 – Wojciech Jerzy Boduszyński, polski lekarz, wykładowca akademicki (zm. 1832)
- 1769 – Caleb Baldwin, brytyjski bokser (zm. 1827)
- 1775 – Georg Hermes, niemiecki teolog katolicki (zm. 1831)
- 1780 – Henrietta Nassau-Weilburg, księżna Wirtembergii (zm. 1857)
- 1781 – José Madrazo, hiszpański malarz (zm. 1859)
- 1797 – Jean-Louis-Marie Poiseuille, francuski lekarz, fizyk (zm. 1869)
- 1800 – Maria Franciszka Bragança, infantka portugalska i hiszpańska (zm. 1834)
- 1801 – Fox Maule-Ramsay, brytyjski arystokrata, polityk (zm. 1874)
- 1805 – Eugène Devéria, francuski malarz (zm. 1865)
- 1807 – Luigi Palmieri, włoski matematyk, astronom, meteorolog, wykładowca akademicki (zm. 1896)
- 1809 – William King, brytyjski geolog, paleontolog, wykładowca akademicki, muzealnik (zm. 1886)
- 1811 – Otto Hesse, niemiecki matematyk, wykładowca akademicki (zm. 1874)
- 1812 – James Broun-Ramsay, brytyjski arystokrata, polityk, gubernator generalny Indii (zm. 1860)
- 1813 – Jørgen Moe, norweski duchowny luterański, biskup Kristiansand, folklorysta, pisarz (zm. 1882)
- 1815:
  - Wilhelm Peters, niemiecki naturalista, odkrywca (zm. 1883)
  - Józef Wagner, polski dziennikarz, drukarz (zm. 1882)
- 1817 – Konstanty Schiele, polski przemysłowiec pochodzenia niemieckiego (zm. 1886)
- 1823:
  - James T. Elliott, amerykański polityk (zm. 1875)
  - Soter Rozbicki, polski poeta, humorysta, przedsiębiorca rozrywkowy (zm. 1876)
- 1828 – Jules Ferrette, francuski duchowny katolicki, biskup Iony i zwierzchnik Apostolskiego Kościoła Katolickiego Zachodu (zm. 1904)
- 1830 – Emily Davies, brytyjska feministka (zm. 1921)
- 1834:
  - Leon Głowacki, polski filolog, nauczyciel, działacz niepodległościowy (zm. 1907)
  - Stanisław Gniewosz, polski ziemianin, polityk (zm. 1906)
  - Gaston Planté, francuski fizyk, wynalazca (zm. 1889)
- 1839 – August Wilhelm Eichler, niemiecki botanik (zm. 1887)
- 1840 – Odilon Redon, francuski malarz, grafik (zm. 1916)
- 1846 – Oskar Meister, niemiecki organista i dyrygent (zm. 1907)[5]
- 1847 – Włodzimierz Romanow, wielki książę Rosji, dowódca wojskowy (zm. 1909)
- 1848 – Alexander von Winiwarter, austriacko-belgijski lekarz, chirurg (zm. 1917)
- 1849 – Henryk Nusbaum, polski neurolog, fizjolog, filozof medycyny, publicysta pochodzenia żydowskiego (zm. 1937)
- 1850:
  - Łucjan Kościelecki, polski aktor, reżyser, dyrektor teatrów, organizator ruchu teatralnego, dziennikarz, literat (zm. 1907)
  - Veronica Micle, rumuńska poetka (zm. 1889)
- 1852 – Wilhelm IV, wielki książę Luksemburga (zm. 1912)
- 1854:
  - Henri La Fontaine, belgijski prawnik, laureat Nagrody Nobla (zm. 1943)
  - Dionysius Schüler, niemiecki duchowny katolicki, arcybiskup, generał zakonu franciszkanów (zm. 1926)
- 1858 – Josef Velenovský, czeski botanik, pterydolog, briolog, paleontolog, wykładowca akademicki (zm. 1949)
- 1859 – Michaił Herzenstein, rosyjski ekonomista, wykładowca akademicki, polityk pochodzenia żydowskiego (zm. 1906)
- 1860 – Aleksander Bandrowski, polski śpiewak operowy (tenor), librecista, tłumacz, aktor (zm. 1913)
- 1861 – István Tisza, węgierski polityk, premier Węgier (zm. 1918)
- 1863 – Władysław Seyda, polski prawnik, polityk, minister byłej Dzielnicy Pruskiej, pierwszy prezes Sądu Najwyższego (zm. 1939)
- 1864 – Stanisław Stączek, polski polityk, minister komunikacji (zm. 1942)
- 1868:
  - Maria Waleria Habsburg, arcyksiężna austriacka (zm. 1924)
  - José Vianna da Motta, portugalski pianista, kompozytor (zm. 1948)
- 1870 – Włodzimierz Lenin, radziecki polityk, organizator i przywódca rewolucji październikowej, przewodniczący Rady Komisarzy Ludowych RFSRR i Rady Komisarzy Ludowych ZSRR (zm. 1924)
- 1872 – Alexander Murray, brytyjski arystokrata, major (zm. 1962)
- 1873:
  - Ellen Glasgow, amerykańska pisarka (zm. 1945)
  - Luigi Lucheni, włoski anarchista, zamachowiec (zm. 1910)
- 1875 – Michael O’Rahilly, irlandzki republikanin (zm. 1916)
- 1876 – Robert Bárány, austriacki lekarz, laureat Nagrody Nobla pochodzenia węgierskiego (zm. 1936)
- 1878 – Stanisław Jędrzejewski, polski działacz socjalistyczny i niepodległościowy (zm. 1909)
- 1880 – Paul Enderling, niemiecki pisarz, tłumacz (zm. 1938)
- 1881:
  - Tadeusz Dworakowski, polski ziemianin, polityk, wicewojewoda i p.o. wojewody wołyńskiego, senator RP (zm. 1956)
  - Ksenia Petrović-Niegosz, księżniczka czarnogórska (zm. 1960)
- 1883 – Prosz Proszjan, rosyjski rewolucjonista, polityk pochodzenia ormiańskiego (zm. 1918)
- 1884:
  - Jerzy Barański, polski działacz ruchu ludowego, polityk, poseł na Sejm i senator RP (zm. 1959)
  - Fiodor Briedow, rosyjski generał major, emigracyjny działacz kombatancki (zm. 1959)
  - Armas Launis, fiński kompozytor, muzykolog, wykładowca akademicki (zm. 1959)
  - Otto Rank, austriacki psychoanalityk, wykładowca akademicki pochodzenia żydowskiego (zm. 1939)
  - Władysław Wojciech Szołdrski, polski redemptorysta, historyk Kościoła, tłumacz (zm. 1971)
- 1885:
  - Wojciech Jabłkowski, polski rzemieślnik, działacz niepodległościowy i socjalistyczny (zm. 1906)
  - Hil Mosi, albański działacz niepodległościowy, poeta, polityk (zm. 1933)
- 1886:
  - James Cumming, szkocki piłkarz (zm. 1964)
  - Stanisław Haras, polski nauczyciel, działacz i przewodnik turystyczny (zm. 1972)
  - Stanisław Skimina, polski filolog klasyczny, latynista, wykładowca akademicki (zm. 1962)
- 1887:
  - Harald Bohr, duński piłkarz, matematyk, wykładowca akademicki (zm. 1951)
  - Alina Gryficz-Mielewska, polska aktorka (zm. 1946)
  - James Norman Hall, amerykański pisarz (zm. 1951)
  - Milica Jakovljević, serbska pisarka, tłumaczka, nauczycielka (zm. 1952)
- 1888:
  - Carlo Agostini, włoski duchowny katolicki, patriarcha Wenecji, kardynał nominat (zm. 1952)
  - Franciszek Góralski, polski działacz mazurski, gawędziarz ludowy, rolnik (zm. 1968)
  - Edmund Jacobson, amerykański internista, fizjolog, psychiatra (zm. 1983)
  - Adolf Kurz, niemiecki zapaśnik (zm. 1959)
- 1889:
  - Richard Glücks, niemiecki funkcjonariusz nazistowski, zbrodniarz wojenny (zm. 1945)
  - Ludwig Renn, niemiecki pisarz (zm. 1979)
- 1890 – Jaroslav Stuchlík, czeski psychiatra, psychoanalityk, psycholog, socjolog, botanik, wykładowca akademicki (zm. 1967)
- 1891:
  - Belle Bennett, amerykańska aktorka (zm. 1932)
  - Harold Jeffreys, brytyjski astronom, matematyk, geofizyk, statystyk (zm. 1989)
  - Jerzy Litewski, polski funkcjonariusz wywiadu, urzędnik konsularny (zm. 1980)
  - Teofil Ociepka, polski malarz prymitywista, teozof (zm. 1978)
  - Władysław Ponurski, polski lekkoatleta, prawnik (zm. 1978)
  - Radhabai Subbarayan, indyjska polityczka (zm. 1960)
- 1892 – Jan Gella, polski pisarz, tłumacz (zm. 1923)
- 1893:
  - Teofil Ney, polski major żandarmerii (zm. 1940)
  - James Willard, australijski tenisista (zm. 1968)
- 1894:
  - Max Pausch, niemiecki funkcjonariusz i zbrodniarz nazistowski (zm. 1948)
  - Camil Petrescu, rumuński dramaturg, prozaik, filozof (zm. 1957)
- 1895:
  - René Boulanger, francuski gimnastyk (zm. 1949)
  - Konrad Górski, polski teoretyk i historyk literatury (zm. 1990)
  - Aleksander Poncet de Sandon, polski kapitan dyplomowany artylerii, dyplomata (zm. 1979)
- 1896:
  - Gunnar Jamvold, norweski żeglarz sportowy (zm. 1984)
  - Iwan Kedryn-Rudnycki, ukraiński dziennikarz, historyk, działacz emigracyjny (zm. 1995)
  - Zofia Sokołowska, polska zakonnica, rzeźbiarka (zm. 1924)
- 1897:
  - Frands Faber, duński hokeista na trawie (zm. 1933)
  - Charles LeMaire, amerykański kostiumograf filmowy i teatralny (zm. 1985)
- 1898 – Leon Horodecki, polski pułkownik dyplomowany artylerii (zm. 1969)
- 1899:
  - Józef Bakon, polski polityk, poseł na Sejm RP, członek Polskiej Organizacji Wojskowej (zm. 1942)
  - Byron Haskin, amerykański reżyser filmowy (zm. 1984)
  - Erich Häßler, niemiecki pediatra, wykładowca akademicki (zm. 2005)
  - Vladimir Nabokov, amerykański pisarz pochodzenia rosyjskiego (zm. 1977)
- 1900:
  - Wilhelm Smoluchowski, polski taternik, alpinista, narciarz, działacz sportowy, elektrotechnik (zm. 1974)
  - Tomaz Vieira da Cruz, portugalski poeta (zm. 1960)
- 1901 – Herbert Plaxton, kanadyjski hokeista (zm. 1970)
- 1902:
  - Henri Lafont, francuski gangster, kolaborant (zm. 1944)
  - Stanisław Popławski, radziecki i polski generał armii, wiceminister obrony narodowej, członek KC PZPR, poseł na Sejm Ustawodawczy i na Sejm PRL (zm. 1973)
- 1903:
  - Daphne Akhurst Cozens, australijska tenisistka (zm. 1933)
  - Eberhard Schöngarth, niemiecki prawnik, funkcjonariusz nazistowski, zbrodniarz wojenny (zm. 1946)
- 1904:
  - Robert Oppenheimer, amerykański fizyk atomowy pochodzenia żydowskiego (zm. 1967)
  - María Zambrano, hiszpańska pisarka, filozof (zm. 1991)
- 1905:
  - Ludwik Mzyk, polski werbista, męczennik, błogosławiony (zm. 1940)
  - Ludwik Zajdler, polski astronom, pisarz (zm. 1985)
- 1906 – Eddie Albert, amerykański aktor (zm. 2005)
- 1907:
  - Iwan Jefriemow, rosyjski paleontolog, pisarz science fiction (zm. 1972)
  - Irina Zarubina, rosyjska aktorka (zm. 1976)
- 1908:
  - Janina Lewandowska, polska lotniczka, jedyna kobieta-żołnierz będąca ofiarą zbrodni katyńskiej (zm. 1940)
  - Leonard Schapiro, brytyjski historyk, sowietolog pochodzenia żydowskiego (zm. 1983)
  - Ludwika Wawrzyńska, polska nauczycielka (zm. 1955)
- 1909:
  - Jackie Bray, angielski piłkarz, trener (zm. 1982)
  - Zofia Charszewska, polska pisarka, poetka (zm. 1941)
  - Rita Levi-Montalcini, włoska lekarka, embriolog, neurolog, laureatka Nagrody Nobla pochodzenia żydowskiego (zm. 2012)
  - Jan Sehn, polski prawnik, sędzia, prokurator, wykładowca akademicki pochodzenia niemieckiego (zm. 1965)
  - Jerzy Werner, polski konstruktor podwozi samochodowych, wykładowca akademicki, polityk, poseł na Sejm PRL (zm. 1977)
- 1910:
  - Fryderyk Franciszek, ostatni następca tronu i ostatni męski potomek dynastii panującej w Wielkim Księstwie Meklemburgii-Schwerin (zm. 2001)
  - Antoni Rusin, polski ekonomista, menedżer żeglugowy (zm. 1974)
  - Cecylia Wojewoda, polska tłumaczka (zm. 2006)
- 1911:
  - Jerzy Mieloch, polski motocyklista rajdowy i wyścigowy, żołnierz AK, uczestnik powstania warszawskiego (zm. 1957)
  - Wilhelm Zander, niemiecki SS-Standartenführer (zm. 1974)
- 1912:
  - Kathleen Ferrier, brytyjska śpiewaczka operowa (kontralt) (zm. 1953)
  - Kaneto Shindō, japoński reżyser filmowy (zm. 2012)
- 1913:
  - Stanisław Chudoba, polski działacz socjalistyczny (zm. 1943)
  - Karol Głombiowski, polski bibliolog, pedagog (zm. 1986)
- 1914:
  - Baldev Raj Chopra, indyjski reżyser i producent filmowy (zm. 2008)
  - Alfredo Crevenna, meksykański reżyser filmowy (zm. 1996)
- 1915:
  - Charles Bond, amerykański generał lotnictwa (zm. 2009)
  - Alfred Jahn, polski geograf, geomorfolog, polarnik (zm. 1999)
  - Urban Thelen, niemiecki żołnierz, organista (zm. 2008)
- 1916:
  - Lee Cronbach, amerykański psycholog i statystyk (zm. 2001)
  - Yehudi Menuhin, amerykański skrzypek, dyrygent pochodzenia żydowskiego (zm. 1999)
  - Zbigniew Stanisław Wyszyński, polski geolog (zm. 1992)
- 1917:
  - Åke Andersson, szwedzki piłkarz (zm. 1983)
  - Sidney Nolan, australijski malarz, ilustrator, scenograf operowy (zm. 1992)
  - Erna Steuri, szwajcarska narciarka alpejska (zm. 2001)
- 1918 – Ibrahim Kodra, albański malarz (zm. 2006)
- 1919:
  - Grikor Arzumanian, ormiański i radziecki polityk (zm. 1976)
  - Donald Cram, amerykański chemik, laureat Nagrody Nobla (zm. 2001)
- 1920:
  - Jerzy Dowiat, polski historyk, mediewista (zm. 1982)
  - Per Olov Jansson, fiński fotograf pochodzenia szwedzkiego (zm. 2019)
  - Ida Kühnel, niemiecka lekkoatletka, sprinterka (zm. 1999)
  - Hal March, amerykański komik, aktor (zm. 1970)
- 1921:
  - Cándido Camero, kubański perkusista (zm. 2020)
  - Włodzimierz Cegłowski, polski sierżant podchorąży, żołnierz AK, uczestnik powstania warszawskiego (zm. 1944)
  - Ryszard Jan Harajda, polski pedagog, dydaktyk, doktor nauk humanistycznych, działacz PTTK, pamiętnikarz (zm. 1999)
- 1922:
  - Jacques Stephen Alexis, haitański prozaik, poeta, polityk komunistyczny (zm. 1961)
  - Charles Mingus, amerykański kontrabasista jazzowy, pianista, dyrygent, kompozytor (zm. 1979)
- 1923:
  - Peggy Knudsen, amerykańska aktorka pochodzenia norwesko-irlandzkiego (zm. 1980)
  - Bettie Page, amerykańska modelka (zm. 2008)
  - Aaron Spelling, amerykański aktor, reżyser, scenarzysta i producent filmowy (zm. 2006)
- 1924:
  - Zygmunt Machoy, polski biochemik, wykładowca akademicki (zm. 2018)
  - Aleksandra Mano, albańska archeolog, wykładowczyni akademicka (zm. 2005)
  - Edward Skarga, polski aktor (zm. 2017)
  - George Smith, amerykański bluesman (zm. 1983)
  - Thorbjørn Svenssen, norweski piłkarz (zm. 2011)
- 1925 – Ja’akow Nechusztan, izraelski prawnik, polityk (zm. 2019)
- 1926:
  - Julio Maceiras, urugwajski piłkarz, bramkarz (zm. 2011)
  - Charlotte Rae, amerykańska aktorka (zm. 2018)
  - Helímenas Rojo Paredes, wenezuelski duchowny katolicki, arcybiskup Calabozo (zm. 2021)
  - James Stirling, brytyjski architekt (zm. 1992)
- 1927:
  - Laurel Aitken, jamajski pionier muzyki ska (zm. 2005)
  - Henryk Podedworny, polski ekonomista rolny (zm. 2015)
- 1928:
  - Władimir Czernawin, rosyjski admirał floty (zm. 2023)
  - Tommy Turrentine, amerykański trębacz jazzowy (zm. 1997)
- 1929:
  - Jerzy Abratowski, polski kompozytor, pianista (zm. 1989)
  - Michael Atiyah, brytyjski matematyk (zm. 2019)
  - Guillermo Cabrera Infante, kubański pisarz, scenarzysta, tłumacz, krytyk literacki (zm. 2005)
  - Edward Dobrzański, polski aktor (zm. 2022)
- 1930:
  - Yvonne Audette, australijska malarka
  - Ada Feinberg-Sireni, izraelska nauczycielka, działaczka społeczna, polityk
  - László Gyurkó, węgierski pisarz (zm. 2007)
  - Wojciech Kubiak, polski ekonomista, inżynier budownictwa, działacz państwowy, samorządowiec (zm. 2013)
  - Zdzisław Mrugalski, polski zegarmistrz, prof. dr hab. nauk technicznych (zm. 2017)
  - Andrzej Wierciński, polski antropolog, etnolog, religioznawca, kabalista (zm. 2003)
  - Severian Yakymyshyn, kanadyjski duchowny Kościoła katolickiego obrządku bizantyjsko-ukraińskiego, bazylianin, eparcha New Westminster pochodzenia ukraińskiego (zm. 2021)
- 1932:
  - Werner Lesser, niemiecki skoczek narciarski (zm. 2005)
  - George Mamalassery, indyjski duchowny katolicki, biskup Tura (zm. 2024)
  - Aino Pervik, estońska pisarka, tłumaczka (zm. 2025)
  - Anthony Soter Fernandez, malezyjski duchowny katolicki, arcybiskup Kuala Lumpur, kardynał (zm. 2020)
  - Isao Tomita, japoński kompozytor muzyki elektronicznej (zm. 2016)
- 1933:
  - Ewa Aldona Bylińska, polska biolog, wykładowczyni akademicka (zm. 2023)
  - Mark Damon, amerykański aktor (zm. 2024)
  - Elżbieta Turnau, polska paleobotanik (zm. 2015)
  - Jerzy Wójcik, polski choreograf, baletmistrz, folklorysta (zm. 2008)
- 1934:
  - Krystyna Karwicka-Rychlewicz, polska dziennikarka, krytyk filmowa, teatralna i literacka, działaczka społeczna (zm. 2016)
  - Bronisław Pasierb, polski historyk, profesor nauk humanistycznych, wykładowca akademicki
- 1935:
  - Fiorenza Cossotto, włoska śpiewaczka operowa (mezzosopran)
  - Zbigniew Czeski, polski aktor, reżyser teatralny (zm. 2013)
  - Jerry A. Fodor, amerykański filozof, wykładowca akademicki (zm. 2017)
  - Belo Kapolka, słowacki pisarz, taternik, nosicz, kierownik tatrzańskich schronisk (zm. 1994)
  - Stanisław Kowalski, polski polityk, samorządowiec, prezydent Torunia
  - Mario Machado, amerykański aktor (zm. 2013)
- 1936:
  - Glen Campbell, amerykański gitarzysta i piosenkarz country (zm. 2017)
  - Ravivimal Jaywardene, lankijski strzelec sportowy (zm. 2017)
- 1937:
  - Jerzy Banaśkiewicz, polski duchowny katolicki, poeta (zm. 2011)
  - Jewgienij Fieofanow, rosyjski bokser (zm. 2000)
  - Edward Herman, polski piłkarz (zm. 2009)
  - Jack Nicholson, amerykański aktor
- 1938:
  - Henk Groot, holenderski piłkarz (zm. 2022)
  - Stanisław Mach, polski polityk, minister przemysłu lekkiego, wicepremier
  - Issey Miyake, japoński projektant mody (zm. 2022)
  - Ljuben Petrow, bułgarski generał, polityk
- 1939:
  - Jason Miller, amerykański aktor, scenarzysta filmowy, pisarz (zm. 2001)
  - Uri Or, izraelski generał, polityk
  - Jan Szafraniec, polski psycholog, psychiatra, polityk, senator RP, członek KRRiT
  - Jurij Szarow, rosyjski florecista (zm. 2021)
  - Alewtina Szastitko, rosyjska lekkoatletka, oszczepniczka
  - Łazarz (Szweć), ukraiński biskup prawosławny
  - Theo Waigel, niemiecki prawnik, polityk
  - Wojciech Witkowski, polski poeta, prozaik (zm. 2013)
- 1940:
  - Jacques Duquesne, belgijski piłkarz (zm. 2023)
  - Damian Kyaruzi, tanzański duchowny katolicki, biskup Sumbawangi
  - Marie-José Nat, francuska aktorka (zm. 2019)
  - Berndt Seite, niemiecki lekarz, polityk
  - Alfred Wrzeski, polski piłkarz ręczny, trener, działacz sportowy (zm. 2019)
- 1941:
  - Teresa Dobielińska-Eliszewska, polska onkolog, polityk, poseł na Sejm PRL, wicemarszałek Sejmu kontraktowego (zm. 2016)
  - Greville Howard, brytyjski polityk
  - Amir Pnueli, izraelski informatyk (zm. 2009)
- 1942:
  - Ronald Herzog, amerykański duchowny katolicki, biskup Alexandrii (zm. 2019)
  - Egil Olsen, norweski piłkarz, trener
- 1943:
  - Janet Evanovich, amerykańska pisarka
  - Louise Glück, amerykańska poetka, laureatka Nagrody Nobla (zm. 2023)
  - Zdzisława Libudzisz, polska mikrobiolog, wykładowczyni akademicka
  - Francisco Montes, meksykański piłkarz
- 1944:
  - Steve Fossett, amerykański milioner, podróżnik (zm. 2007)
  - Joshua Rifkin, amerykański muzykolog, pianista, kompozytor
- 1945:
  - Clemens Bever, niemiecki żużlowiec
  - Grażyna Kostka, polska toksykolog (zm. 2014)
- 1946:
  - Paul Davies, brytyjski fizyk, publicysta
  - Louise Harel, kanadyjska polityk
  - John Waters, amerykański aktor, reżyser, scenarzysta i producent filmowy
- 1947:
  - Pierre-Marie Carré, francuski duchowny katolicki, arcybiskup Montpellier
  - Neil Horan, irlandzki skandalista
  - Gabriel Janowski, polski polityk, poseł na Sejm i senator RP, minister rolnictwa
  - Stanisław Kopeć, polski nauczyciel, polityk, poseł na Sejm RP
  - Goran Paskaljević, serbski reżyser i scenarzysta filmowy (zm. 2020)
  - Szemu’el Rosenthal, izraelski piłkarz
  - Paweł Stobrawa, polski duchowny katolicki, biskup pomocniczy opolski
- 1948:
  - George Abela, maltański prawnik, polityk, prezydent Malty
  - Jewhen Arżanow, ukraiński lekkoatleta, średniodystansowiec
  - Abdusamad Samijew, tadżycki filozof (zm. 2020)
  - Gabriele Stauner, niemiecka działaczka związkowa, polityk, eurodeputowana
  - Elżbieta Suchocka-Roguska, polska ekonomistka, urzędniczka państwowa
- 1949:
  - Spencer Haywood, amerykański koszykarz
  - Mirosław Kalinowski, polski koszykarz (zm. 2019)
  - Andrzej Możejko, polski piłkarz (zm. 2021)
- 1950:
  - Nacagijn Bagabandi, mongolski polityk, prezydent Mongolii
  - Robert Elswit, amerykański operator filmowy
  - Peter Frampton, brytyjski gitarzysta rockowy
  - Henryk Lulewicz, polski historyk (zm. 2019)
  - Wojciech Romanowski, polski lekkoatleta, sprinter
  - Michaił Szaraszeuski, białoruski szachista, trener, autor książek szachowych
  - Bolesław Szymański, polski matematyk, informatyk
- 1951:
  - Jerzy Adamski, polski samorządowiec, polityk, prezydent Tomaszowa Mazowieckiego, senator RP
  - Szemu’el Awital, izraelski pułkownik, rolnik, polityk
  - Paul Carrack, brytyjski piosenkarz, gitarzysta
  - Zdzisław Dywan, polski filozof, logik, wykładowca akademicki (zm. 2020)
  - Witold Mazurczak, polski politolog, historyk, wykładowca akademicki
  - Danuta Siemieniuk, polska lekkoatletka, biegaczka średniodystansowa
- 1952:
  - Magdi Allam, włoski dziennikarz, publicysta, polityk pochodzenia egipskiego
  - Piotr Kosmatko, polski strzelec sportowy, trener
  - Kamla Persad-Bissessar, trynidadzko-tobagijska polityk, premier Trynidadu i Tobago
  - Phil Smith, amerykański koszykarz (zm. 2002)
  - Grzegorz Wiśniewski, polski generał brygady, dyplomata
- 1953:
  - Steve Bond, izraelski aktor, model
  - Oszkár Frey, węgierski kajakarz, kanadyjkarz
- 1954:
  - Joseph Bottoms, amerykański aktor
  - Wojciech Lubawski, polski polityk, samorządowiec, wojewoda świętokrzyski, prezydent Kielc
  - Jerzy Wenderlich, polski dziennikarz, polityk, poseł i wicemarszałek Sejmu RP
  - Anna Maria Wesołowska, polska sędzia w stanie spoczynku, aktorka niezawodowa
  - Matthias Wiegand, niemiecki kolarz szosowy
- 1955:
  - Elżbieta Gelert, polska działaczka samorządowa, polityk, senator i poseł na Sejm RP
  - Stanisław Kusior, polski polityk, samorządowiec, poseł na Sejm RP, burmistrz Żabna
  - Johnnie To, hongkoński aktor, reżyser, scenarzysta i producent filmowy
  - Izabela Trojanowska, polska piosenkarka, aktorka
- 1956:
  - Lesław Czapliński, polski eseista, felietonista, historyk idei, krytyk muzyczny, filmowy i teatralny, tłumacz
  - Janusz Iwański, polski muzyk jazzowy i rockowy, gitarzysta, kompozytor, autor tekstów, wokalista, współzałożyciel zespołów Tie Break i Soyka Yanina oraz współpracownik Drum Freaks i Maanamu
  - Haszem Kolahi, irański zapaśnik (zm. 2024)
  - Jukka-Pekka Saraste, fiński dyrygent, skrzypek
  - Teresa Żurowska, polska piłkarka ręczna
- 1957:
  - Alan Campbell, amerykański aktor
  - Donald Tusk, polski historyk, polityk, poseł na Sejm, senator, premier RP, przewodniczący Rady Europejskiej
  - Ota Zaremba, czeski sztangista
- 1958:
  - Gary Etherington, amerykański piłkarz pochodzenia angielskiego
  - Pierre Gramegna, luksemburski dyplomata, polityk
  - Bogdan Łoś, polski gitarzysta, członek zespołów: Ogród Wyobraźni, MadMax i Exodus
  - Antoni Stryjewski, polski geolog, polityk, poseł na Sejm RP
  - Marek Trzciński, polski przedsiębiorca, polityk, senator RP
- 1959:
  - Terry Francona, amerykański baseballista
  - Izabella Klebańska, polska autorka literatury dziecięcej i młodzieżowej (zm. 2025)
  - Mariusz Marasek, polski historyk, polityk, poseł na Sejm RP
  - Wlasis Rassias, grecki historyk, pisarz, publicysta (zm. 2019)
  - Ryan Stiles, amerykański aktor, komik
  - Rolf Storsveen, norweski biathlonista
- 1960:
  - Michael Gahler, niemiecki prawnik, polityk
  - Mart Laar, estoński polityk, premier Estonii
  - Mirosław Olszówka, polski aktor, mim, reżyser, menadżer muzyczny (zm. 2010)
- 1961:
  - Frank Famiano, amerykański zapaśnik
  - Thomas Greminger, szwajcarski dyplomata, sekretarz generalny OBWE
  - Alo Mattiisen, estoński kompozytor (zm. 1996)
  - Scott Sampson, kanadyjski paleontolog, biolog ewolucyjny, wykładowca akademicki
- 1962:
  - Wojciech Cieślak, polski prawnik, wykładowca akademicki
  - Barbara Engelking, polska psycholog, socjolog, wykładowczyni akademicka
  - Krzysztof Grabczuk, polski samorządowiec, marszałek województwa lubelskiego
  - Tomasz Konecki, polski reżyser filmowy
  - Marat Satybałdijew, kazachski kolarz torowy
  - Leszek Stępniewski, polski kolarz szosowy i torowy
- 1963:
  - Blanca Fernández Ochoa, hiszpańska narciarka alpejska (zm. 2019)
  - Sean Lock, brytyjski aktor, komik (zm. 2021)
  - Robert Mąka, polski pisarz, wydawca, scenarzysta filmowy
  - Daniel Micka, czeski pisarz, tłumacz
  - Thedo Remmelink, holenderski snowboardzista
  - Hermann Winkler, niemiecki samorządowiec, polityk, eurodeputowany
- 1964:
  - Mikuláš Bek, czeski muzykolog, wykładowca akademicki, polityk
  - Massimo Carrera, włoski piłkarz, trener
  - James Langevin, amerykański polityk, kongresman
  - Alaksandr Miatlicki, białoruski piłkarz
  - Teija Tiilikainen, fińska politolog, wykładowczyni akademicka, urzędniczka państwowa
  - Wilma van Velsen, holenderska pływaczka
- 1965:
  - Claudine Brohet, belgijska piłkarka, bramkarka, sędzia piłkarska
  - Roman Coppola, amerykański aktor, reżyser, scenarzysta i producent filmowy
  - Dennis Hopson, amerykański koszykarz
  - David Vincent, amerykański wokalista, basista, członek zespołów: Morbid Angel i Terrorizer
  - Dariusz Wiktorowicz, polski aktor
- 1966:
  - Martina Adamcová, czeska aktorka, prezenterka telewizyjna
  - Agnieszka Dymecka, polska prezenterka telewizyjna (zm. 2018)
  - Janusz Michallik, amerykański piłkarz pochodzenia polskiego
  - Yukihiro Mitani, japoński łyżwiarz szybki
  - Jeffrey Dean Morgan, amerykański aktor
  - Jörgen Persson, szwedzki tenisista stołowy
  - Charles Shackleford, amerykański koszykarz (zm. 2017)
  - Valeriu Tița, rumuński piłkarz, trener
  - Éric Winogradsky, francuski tenisista, trener pochodzenia polskiego
- 1967:
  - Loreta Asanavičiūtė, Litwinka, ofiara interwencji Armii Radzieckiej (zm. 1991)
  - Alex Austin, amerykański koszykarz, trener
  - Sławomir Brzoska, polski rzeźbiarz, podróżnik
  - Sandra Douglas, brytyjska lekkoatletka, sprinterka
  - Sheryl Lee, amerykańska aktorka
  - Cécile Nowak, francuska judoczka pochodzenia polskiego
  - Alicia Sánchez-Camacho, katalońska prawnik, polityk
  - Jacek Wojtysiak, polski filozof, wykładowca akademicki
- 1968:
  - Vladimirs Babičevs, łotewski piłkarz, trener
  - Vernell Coles, amerykański koszykarz
  - Carlos Costa, hiszpański tenisista
  - Henrik Djernis, duński kolarz górski i przełajowy
  - Nicolas Tombazis, grecki projektant w zespole Formuły 1 Ferrari
  - Zarley Zalapski, kanadyjski hokeista (zm. 2017)
- 1969:
  - Dion Dublin, angielski piłkarz
  - Rasuł Katinowasow, rosyjsko-uzbecki zapaśnik
  - Sajgid Katinowasow, rosyjsko-uzbecki zapaśnik
  - Billy McKinlay, szkocki piłkarz, trener
  - Anna Sulima, polska pięcioboistka nowoczesna
  - Katarzyna Zubel, polska siatkarka
- 1970:
  - Marinko Galič, słoweński piłkarz
  - Andrea Giani, włoski siatkarz, trener
  - Benny Varghese Edathattel, indyjski duchowny katolicki, biskup Itanagar
- 1971:
  - Anwar al-Awlaki, jemeński terrorysta (zm. 2011)
  - Jane Janew, bułgarski ekonomista, polityk
  - Jarosław Kubisztal, polski operator filmowy
  - Nicklas Kulti, szwedzki tenisista
  - Serhij Popow, ukraiński piłkarz, trener
  - Ingo Rademacher, niemiecki aktor
  - Marko Spittka, niemiecki judoka
- 1972:
  - Sabine Appelmans, belgijska tenisistka
  - Anna Falchi, włoska modelka, aktorka pochodzenia fińskiego
  - Sergei Hohlov-Simson, estoński piłkarz
  - John Petersen, farerski piłkarz
  - Yasser Radwan, egipski piłkarz
  - Chris Sneed, amerykański koszykarz
  - Karol Wróblewski, polski aktor
- 1973:
  - Martina Halinárová, słowacka biathlonistka
  - Torbjörn Johansson, szwedzki hokeista
  - Jarosław Makowski, polski historyk filozofii, dziennikarz, publicysta
  - Marius Manolache, rumuński szachista
  - Nikolas Papadopulos, cypryjski prawnik, polityk
  - Sławomir Shuty, polski pisarz, fotograf, reżyser
  - Bołat Żumadyłow, kazachski bokser
- 1974:
  - Mansur Abbas, izraelski polityk narodowości arabskiej
  - Jeffrey Chetcuti, maltański piłkarz
  - Krzysztof Ciesielski, polski muzyk jazzowy
  - Adrian Ilie, rumuński piłkarz
  - Shavo Odadjian, amerykański basista, członek zespołu System of a Down pochodzenia ormiańskiego
  - Florin-Claudiu Roman, rumuński ekonomista, urzędnik, samorządowiec, polityk
  - Magdalena Rzeczkowska, polska prawnik, urzędniczka państwowa
  - Ken’ichi Uemura, japoński piłkarz
  - Wasyl Wirastiuk, ukraiński lekkoatleta, kulomiot, strongman
- 1975:
  - Pavel Horváth, czeski piłkarz
  - Edgar Iwans, rosyjski wioślarz
  - Raymond Kalla, kameruński piłkarz
  - Margareta Kassangana, polska dyplomatka
  - Greg Moore, kanadyjski kierowca wyścigowy (zm. 1999)
  - Anders Nyström, szwedzki wokalista, multiinstrumentalista, kompozytor, członek zespołów: Katatonia, Bewitched, Bloodbath i Diabolical Masquerade
  - Paolo Ruberti, włoski kierowca wyścigowy
  - Aneta Sadach, polska lekkoatletka, trójskoczkini
  - Carlos Sastre, hiszpański kolarz szosowy
  - Bartłomiej Siwiec, polski szachista, dziennikarz, pisarz
  - Brian Smith, argentyński kierowca wyścigowy
  - Istvan Vizvary, polsko-węgierski matematyk, informatyk, pisarz science fiction
- 1976:
  - Usiewaład Janczeuski, białoruski polityk
  - Dazzy Kapenya, zimbabwejski piłkarz
  - Jelena Sierowa, rosyjska inżynier, kosmonautka
  - Marcin Żewłakow, polski piłkarz, komentator telewizyjny
  - Michał Żewłakow, polski piłkarz
- 1977:
  - Courtney Alexander, amerykański koszykarz
  - Ambra Angiolini, włoska aktorka, piosenkarka, prezenterka telewizyjna
  - Philippe Barca-Cysique, francuski siatkarz
  - Mark van Bommel, holenderski piłkarz
  - José Roberto dos Reis, brazylijski duchowny katolicki, biskup pomocniczy Goiânia
  - Sabine Egger, szwajcarska narciarka alpejska
  - Miika Elomo, fiński hokeista, trener (zm. 2025)
  - Ana Fitidu, cypryjska lekkoatletka, tyczkarka
  - Łukasz Kiedewicz, polski hokeista, bramkarz, trener
  - Bodo Kox, polski dziennikarz, reżyser filmowy, aktor
  - Stephanie McCann, kanadyjska lekkoatletka, tyczkarka
  - Steven Price, brytyjski kompozytor muzyki filmowej
- 1978:
  - Aaron Fink, amerykański gitarzysta, członek zespołu Breaking Benjamin
  - Nikołaj Ignatow, rosyjski hokeista
  - Penny Tai, malezyjska piosenkarka, autorka tekstów
  - Esteban Tuero, argentyński kierowca wyścigowy
- 1979:
  - Artur Chamski, polski aktor, wokalista
  - John Gadret, francuski kolarz szosowy
  - Kristie Moore, kanadyjska curlerka
  - Mariusz Węgrzyk, polski żużlowiec
- 1980:
  - Igor Budan, chorwacki piłkarz
  - Nicolas Douchez, francuski piłkarz, bramkarz
  - Nicole Grimaudo, włoska aktorka
  - Rodrigo Hilbert, brazylijski aktor, model
  - Ján Kozák, słowacki piłkarz
  - Monika Pikuła, polska aktorka
  - Carmen Small, amerykańska kolarka szosowa i torowa
  - April Steiner-Bennett, amerykańska lekkoatletka, tyczkarka
- 1981:
  - Daniel Ghiță, rumuński kick-boxer
  - Goran Maznow, macedoński piłkarz
  - Rafael Sperafico, brazylijski kierowca wyścigowy (zm. 2007)
  - Przemysław Stippa, polski aktor
- 1982:
  - Dou Shumei, chińska judoczka
  - Kaká, brazylijski piłkarz
  - Jorge Molina, hiszpański piłkarz
  - Ólafur Páll Snorrason, islandzki piłkarz
  - Anna Helena Szymborska, polska ilustratorka
  - Scott Touzinsky, amerykański siatkarz
- 1983:
  - Laëtitia Blot, francuska judoczka, sambistka
  - Nelson Cabrera, paragwajsko-boliwijski piłkarz
  - Francis Capra, amerykański aktor
  - Hosejn Chaleghifar, irański zapaśnik
  - Jos Hooiveld, holenderski piłkarz
  - Ewangelos Mandzios, grecki piłkarz
  - Valerijus Mižigurskis, litewski piłkarz
  - Cristopher Sacchin, włoski skoczek do wody
  - Daniel Sjölund, fiński piłkarz
  - César Soriano, hiszpański piłkarz
  - Adrian Szary, polski poeta, polonista, wykładowca akademicki
  - Tomas Tomilinas, litewski polityk pochodzenia polskiego
  - Paul Williams, nowozelandzko-samoański rugbysta
- 1984:
  - Amelle Berrabah, brytyjska wokalistka, członkini zespołu Sugababes pochodzenia marokańskiego
  - Rafał Gawin, polski poeta, krytyk literacki
  - Wellington Paulista, brazylijski piłkarz
  - Diego Penny, urugwajski piłkarz, bramkarz
  - Léonore Perrus, francuska szablistka
  - Michelle Ryan, brytyjska aktorka
  - Nikoleta Stefanova, włoska tenisistka stołowa pochodzenia bułgarskiego
  - Alice Tzeng, tajwańska modelka, aktorka
  - Krzysztof Umiński, polski tłumacz, scenarzysta filmowy
- 1985:
  - Margaret Adeoye, brytyjska lekkoatletka, sprinterka pochodzenia nigeryjskiego
  - Sam Altman, amerykański programista, przedsiębiorca, inwestor pochodzenia żydowskiego
  - Philipp Danne, niemiecki aktor
  - Małgorzata Gembicka, polska pływaczka, trenerka (zm. 2021)
  - Wojciech Król, polski samorządowiec, polityk, poseł na Sejm RP
  - Camille Lacourt, francuski pływak
  - Tatsuya Masushima, japoński piłkarz
  - Malwina Sobierajska, polska lekkoatletka, młociarka
  - Ksenija Symonowa, ukraińska artystka
  - Brian Thornton, amerykański siatkarz
  - Ewelina Walendziak, polska aktorka
- 1986:
  - Wiktor Fajzulin, rosyjski piłkarz
  - Amber Heard, amerykańska aktorka, modelka
  - Enwer Lisin, rosyjski hokeista
  - Kim Noorda, holenderska modelka
- 1987:
  - David Luiz, brazylijski piłkarz
  - Carlos Medlock, amerykański koszykarz
  - Agnieszka Miernik, polska lekkoatletka, biegaczka średniodystansowa
  - John Obi Mikel, nigeryjski piłkarz
  - Mateusz Sawrymowicz, polski pływak
- 1988:
  - Dee Gordon, amerykański baseballista
  - Ezechiel Ndouassel, czadyjski piłkarz
  - Thapelo Tale, lesotyjski piłkarz
  - Aleksandr Wasiunow, rosyjski hokeista (zm. 2011)
- 1989:
  - DeJuan Blair, amerykański koszykarz
  - Jasper Cillessen, holenderski piłkarz, bramkarz
  - James McClean, irlandzki piłkarz
  - Louis Smith, brytyjski gimnastyk
- 1990:
  - Agnieszka Białek, polska piłkarka ręczna
  - Shelvin Mack, amerykański koszykarz
  - Machine Gun Kelly, amerykański raper
  - Eve Muirhead, szkocka curlerka
  - Szandra Szöllősi-Zácsik, węgierska piłkarka ręczna
- 1991:
  - Danilo Anđušić, serbski koszykarz
  - Sofía Arreola, meksykańska kolarka torowa i szosowa
  - Alejandro Chumacero, boliwijski piłkarz
  - Samir Fazli, macedoński piłkarz pochodzenia albańskiego
  - Ryan Harrow, amerykański koszykarz
  - Joo Hyong-jun, południowokoreański łyżwiarz szybki
  - Ahmed Yasin, iracki piłkarz
- 1992:
  - English Gardner, amerykańska lekkoatletka, sprinterka
  - Patrik Hrošovský, słowacki piłkarz
  - Elias Kachunga, kongijski piłkarz
  - Adam Lanza, amerykański masowy morderca (zm. 2012)
  - Rolene Strauss, południowoafrykańska modelka, zwyciężczyni konkursu Miss World
- 1993:
  - Sonja Frey, austriacka piłkarka ręczna
  - Aleksandra Grygiel, polska judoczka
  - Boglárka Kapás, węgierska pływaczka
- 1994:
  - Radosław Murawski, polski piłkarz
  - Nils Quaschner, niemiecki piłkarz
  - Duncan Robinson, amerykański koszykarz
  - Mekan Saparow, turkmeński piłkarz
  - Maria Verschoor, holenderska hokeistka na trawie
- 1995:
  - Akela Jones, barbadoska wszechstronna lekkoatletka
  - Jan Kulmaczewski, polski lekkoatleta, trójskoczek
  - Radziwon Miskiewicz, białoruski siatkarz
  - Victoria Rodríguez, meksykańska tenisistka
  - Vamara Sanogo, francuski piłkarz pochodzenia iworyjskiego
- 1996:
  - Srđan Babić, serbski piłkarz
  - Raúl Gudiño, meksykański piłkarz, bramkarz
  - Alize Johnson, amerykański koszykarz
  - Kieran O’Hara, irlandzki piłkarz, bramkarz
  - Adrian Pertl, austriacki narciarz alpejski
- 1997:
  - Louis Delétraz, szwajcarski kierowca wyścigowy
  - Aarón Martín, hiszpański piłkarz
  - Agnieszka Skalniak, polska kolarka szosowa
- 1998:
  - Harry Giles, amerykański koszykarz
  - Bartłomiej Jeziorski, polski hokeista
  - Kamil Jóźwiak, polski piłkarz
  - Aleksandra Pospiełowa, rosyjska tenisistka
- 1999:
  - Álex Collado, hiszpański piłkarz
  - Niamh Emerson, brytyjska lekkoatletka, wieloboistka
  - Juan Camilo Hernández, kolumbijski piłkarz
  - Rhys Norrington-Davies, walijski piłkarz
  - Hamza Rafia, tunezyjski piłkarz
  - Eeli Tolvanen, fiński hokeista
- 2000:
  - Franco Israel, urugwajski piłkarz, bramkarz
  - Asier Martínez, hiszpański lekkoatleta, płotkarz
- 2001 – Leard Sadriu, kosowski piłkarz
- 2002:
  - Adriana Achcińska, polska piłkarka
  - Mateusz Jarosz, polski kombinator norweski
- 2003 – Mateo Antoni, urugwajski piłkarz
- 2004 – Melissa Peperkamp, holenderska snowboardzistka
- 2006:
  - Jan Faberski, polski piłkarz
  - Katarina Pirnovar, słoweńska skoczkini narciarska

## Zmarli
- 296 – Kajus, papież, święty (ur. ?)
- 536 – Agapit I, papież, święty (ur. ?)
- 1210 – Chinul, koreański mistrz sŏn (ur. 1158)
- 1253 – Eliasz Bonbarone, włoski misjonarz, generał zakonu franciszkanów (ur. ok. 1180)
- 1322:
  - Franciszek z Fabriano, włoski franciszkanin, błogosławiony (ur. 1251)
  - Jan II, współksiążę Saksonii-Lauenburga, książę Saksonii-Mölln-Bergedorf (ur. ok. 1275)
- 1355 – Eleonora Woodstock, królewna angielska, księżna Geldrii (ur. 1315)
- 1452 – Jan Biskupiec, polski duchowny katolicki, dominikanin, biskup chełmski (ur. 1376)
- 1501 – Domenico della Rovere, włoski duchowny katolicki, arcybiskup Turynu, kardynał (ur. 1442)
- 1535 – Louis de Gorrevod, sabaudzki duchowny katolicki, biskup Bourg-en-Bresse, kardynał (ur. ok. 1473)
- 1545 – Ludwik X, książę Bawarii (ur. 1495)
- 1546 – Juan García de Loaysa, hiszpański dominikanin, generał zakonu, inkwizytor, kardynał (ur. 1478)
- 1554 – Feliks z Kazimierza, polski duchowny katolicki, dominikanin, biskup pomocniczy wileński (ur. ?)
- 1555 – Bartholomäus Bruyn, niemiecki malarz (ur. ok. 1893)
- 1562 – François de Tournon, francuski duchowny katolicki, arcybiskup Lyonu, kardynał, dyplomata (ur. 1489)
- 1599 – Laurentius Scholtz, niemiecki botanik, lekarz (ur. 1552)
- 1611 – (lub 25 kwietnia) Jan Potocki, polski dowódca wojskowy, polityk, pisarz polny koronny, wojewoda bracławski, kalwinista (ur. ok. 1552)
- 1622 – Kasper Miaskowski, polski poeta (ur. 1549)
- 1626:
  - Václav Pantaleon Kirwitzer, czeski jezuita, misjonarz, astronom (ur. 1588)
  - (lub 7 grudnia) Sebastian Petrycy, polski filozof, lekarz, pisarz, tłumacz (ur. 1554)
- 1630 – Agostino Ciampelli, włoski malarz (ur. 1565)
- 1633 – Jakub Gembicki, polski duchowny i teolog reformowany, poeta, pisarz religijny, muzyk (ur. 1569)
- 1635 – Roberto Ubaldini, włoski kardynał (ur. 1581)
- 1645 – Remigian Zaleski, polski szlachcic, polityk (ur. 1595)
- 1650 – Stephan Hansen Stephanius, duński filolog, historyk (ur. 1599)
- 1669 – Fryderyk Wilhelm II, książę Saksonii-Altenburg (ur. 1603)
- 1672 – Georg Stiernhielm, szwedzki urzędnik państwowy, poeta, językoznawca (ur. 1598)
- 1675 – Vincenzo Dandini, włoski malarz (ur. 1607)
- 1677 – Vaclav Eusebius von Lobkowitz, austriacki arystokrata, polityk (ur. 1609)
- 1678 – Sebastiano Mazzoni, włoski malarz (ur. 1611)
- 1679 – Giovanni Battista Passeri, włoski malarz (ur. ok. 1610)
- 1699 – Hans Aßmann Freiherr von Abschatz, niemiecki poeta, tłumacz, polityk (ur. 1646)
- 1721 – Karol Fryderyk, książę Anhalt-Bernburg (ur. 1668)
- 1736 – Karl Heinrich von Hoym, królewsko-polski i elektorsko-saski polityk, dyplomata (ur. 1694)
- 1750 – Teodozjusz (Jankowski), rosyjski biskup prawosławny pochodzenia ukraińskiego (ur. 1696)
- 1751 – Francis Scott, brytyjski arystokrata, polityk (ur. 1695)
- 1758 – Antoine de Jussieu, francuski przyrodnik (ur. 1686)
- 1776 – Johann Adolf Scheibe, niemiecki kompozytor (ur. 1708)
- 1778 – James Hargreaves, brytyjski pionier przemysłu włókienniczego (ur. 1720)
- 1780 – Paweł Grabowski, polski generał major (ur. ?)
- 1782 – Josef Seger, czeski kompozytor, organista, skrzypek (ur. 1716)
- 1787 – Stanisław Radziwiłł, książę, krajczy wielki litewski, poseł na Sejm (ur. 1722)
- 1793 – Józef Stefan z Ghosty, maronicki patriarcha Antiochii i całego Wschodu (ur. 1729)
- 1800 – Jan Stanisław Krasnodębski, polski wojskowy, polityk (ur. 1751)
- 1806 – Pierre-Charles-Silvestre de Villeneuve, francuski wiceadmirał (ur. 1765)
- 1808 – Antoni Grocholski, polski szlachcic, rotmistrz, polityk (ur. 1767)
- 1809 – Jean-Baptiste Cervoni, francuski generał (ur. 1765)
- 1813 – Wacław Zakrzewski, polski szlachcic, polityk (ur. ?)
- 1821:
  - John Crome, brytyjski malarz, grafik (ur. 1768)
  - Cyryl VI, ekumeniczny patriarcha Konstantynopola, święty prawosławny (ur. 1769)
  - Grzegorz V, ekumeniczny patriarcha Konstantynopola, święty prawosławny (ur. 1746)
- 1825:
  - Mikołaj Glinka, polski szlachcic, polityk (ur. 1754)
  - Sigismund Ernst von Hohenwart, austriacki duchowny katolicki, biskup Linzu (ur. 1745)
- 1827 – Thomas Rowlandson, brytyjski malarz, karykaturzysta (ur. 1756)
- 1831 – Ignacy Mycielski, polski hrabia, generał, uczestnik powstania listopadowego (ur. 1784)
- 1832 – Guillaume Guillon-Lethière, francuski malarz (ur. 1760)
- 1833 – Richard Trevithick, brytyjski inżynier, wynalazca, mechanik, konstruktor (ur. 1771)
- 1839 – Samuel Smith, amerykański generał, polityk (ur. 1752)
- 1842 – Henry Conwell, irlandzki duchowny katolicki, biskup Filadelfii (ur. 1748)
- 1844 – Henri-Montan Berton, francuski kompozytor (ur. 1767)
- 1848 – Jakub Basiński, polski duchowny katolicki, misjonarz (ur. 1768)
- 1850 – Frederick Beauclerk, brytyjski duchowny anglikański, krykiecista (ur. 1773)
- 1851 – Samuel Eccleston, amerykański duchowny katolicki, arcybiskup metropolita Baltimore (ur. 1801)
- 1854 – Nicolás Bravo, meksykański generał, polityk, prezydent Meksyku (ur. 1786)
- 1857 – Kajetan Nowiński, polski aktor, dyrektor teatralny (ur. ok. 1795)
- 1863 – Stanisław Dobrogoyski, polski kapitan, uczestnik powstania styczniowego (ur. 1818)
- 1864 – Feliks Nowosielski, polski kapitan, uczestnik powstania listopadowego, emigrant (ur. 1800)
- 1871:
  - Martín Carrera, meksykański generał, polityk, tymczasowy prezydent Meksyku (ur. 1806)
  - Jakub Tugendhold, polski działacz społeczny, oświatowy i asymilatorski pochodzenia żydowskiego (ur. 1794)
- 1872 – Stanisław Marszałkiewicz, polski malarz minaturzysta, litograf (ur. 1789)
- 1873 – Maksymilian Łyszkowski, polski pedagog (ur. 1810)
- 1876 – Izabela Maria, infantka portugalska (ur. 1801)
- 1877 – Maurycy Dzieduszycki, polski hrabia, urzędnik, historyk, pisarz (ur. 1813)
- 1884:
  - Hugo Schenk, austriacki seryjny morderca (ur. 1849)
  - Jørgen Matthias Christian Schiødte, duński zoolog, wykładowca akademicki (ur. 1815)
  - Georg Jacob Steenke, pruski inżynier (ur. 1801)
- 1885 – Edward Adam Stadnicki, polski ziemianin, prawnik (ur. 1856)
- 1889:
  - Florian Krassowski, polski lekarz, epidemiolog, publicysta (ur. 1816)
  - Władysław Plater, polski hrabia, dziennikarz, polityk, uczestnik powstania listopadowego, działacz emigracyjny (ur. 1808)
- 1890 – Magnus Huss, szwedzki lekarz (ur. 1807)
- 1891 – Helena Sanguszkówna, polska księżna, działaczka społeczna, filantropka (ur. 1836)
- 1892 – Édouard Lalo, francuski kompozytor (ur. 1823)
- 1893 – Edmund Modrzejewski, polski chirurg, otiatra (ur. 1849)
- 1896 – Julian Pełesz, galicyjski duchowny greckokatolicki, biskup stanisławowski i przemyski, historyk Kościoła, pastoralista (ur. 1843)
- 1897 – Franciszek Sawa, polski duchowny katolicki, polityk (ur. 1833)
- 1900:
  - Amédée-François Lamy, francuski wojskowy, podróżnik (ur. 1858)
  - Rabih az-Zubajr, sudański watażka (ur. ok. 1842)
- 1904:
  - Piotr Chmielowski, polski krytyk i historyk literatury (ur. 1848)
  - Michał Skrzypczyk, polski pisarz ludowy (ur. 1881)
- 1907 – Charles Féré, francuski neurolog, psychiatra (ur. 1852)
- 1908:
  - Henry Campbell-Bannerman, brytyjski polityk, premier Wielkiej Brytanii (ur. 1836)
  - Ellison Capers, amerykański nauczyciel, teolog, generał konfederacki (ur. 1837)
  - Ludwik Stanisław Liciński, polski nowelista, poeta, etnograf (ur. 1874)
- 1909 – Edward Micewski, polski ziemianin, polityk (ur. 1820)
- 1910:
  - Władysław Ciechanowiecki, polski hrabia, ziemianin, przemysłowiec, oficer w służbie rosyjskiej (ur. 1860)
  - Morie Ogiwara, japoński rzeźbiarz (ur. 1879)
- 1912 – Heinrich Unverricht, niemiecki internista, wykładowca akademicki (ur. 1853)
- 1915 – Pelagia Popławska, polska lekarka, działaczka społeczna (ur. 1853)
- 1916 – Oscar Neebe, amerykański anarchista pochodzenia niemieckiego (ur. 1850)
- 1918:
  - Walter Chaffe, brytyjski przeciągacz liny (ur. 1870)
  - Antonio Pini-Corsi, włoski śpiewak operowy (baryton) (ur. 1858)
- 1922:
  - Wiktor Czajewski, polski literat, dziennikarz, wydawca (ur. 1857)
  - Maria Schwarzburg-Rudolstadt, wielka księżna Meklemburgii-Schwerin (ur. 1850)
  - Ludwik Święcicki, polski ekonomista, bankowiec (ur. 1851)
- 1924:
  - Jan Jadrowski, polski kapitan piechoty (ur. 1898)
  - Avni Rustemi, albański polityk, działacz niepodległościowy, publicysta, nauczyciel (ur. 1895)
  - Michel Welter, luksemburski polityk (ur. 1859)
- 1925 – André Caplet, francuski kompozytor, dyrygent (ur. 1878)
- 1927 – Gustavé Schickelé, francuski ginekolog położnik, wykładowca akademicki (ur. 1875)
- 1928:
  - Katarzyna Oswald, polska aktorka (ur. 1845)
  - José Mora y del Rio, meksykański duchowny katolicki, biskup Tehuantepec, Tulancingo i León oraz arcybiskup miasta Meksyk (ur. 1854)
- 1929 – Ödön Mihalovich, węgierski kompozytor (ur. 1842)
- 1930:
  - Jeppe Aakjær, duński poeta, prozaik, dziennikarz (ur. 1866)
  - John Peter Russell, australijski malarz (ur. 1858)
- 1932:
  - Umberto Cagni, włoski admirał, podróżnik, odkrywca (ur. 1863)
  - Julijan Romanczuk, ukraiński pedagog, działacz społeczny i oświatowy, dziennikarz, polityk (ur. 1842)
  - Sándor Takács, węgierski szachista (ur. 1893)
  - Roland Thaxter, amerykański mykolog, wykładowca akademicki (ur. 1858)
  - Fiodor Ugarow, radziecki polityk (ur. 1885)
- 1933:
  - Henry Royce, brytyjski pionier motoryzacji (ur. 1863)
  - Ludwig Philipp von Thurn und Taxis, niemiecki arystokrata (ur. 1901)
  - Leon Wałęga, polski duchowny katolicki, biskup tarnowski (ur. 1859)
- 1935 – Frederick Nicholas Zihlman, amerykański polityk (ur. 1879)
- 1937:
  - Jazep Adamowicz, białoruski działacz komunistyczny, polityk, premier Białoruskiej SRR (ur. 1897)
  - Arthur Edmund Carewe, amerykański aktor pochodzenia ormiańskiego (ur. ?)
- 1938:
  - Romuald Psarski, polski podporucznik, uczestnik powstania styczniowego (ur. 1841–44)
  - Pantalejmon Simanski, rosyjski generał lejtnant, historyk wojskowości (ur. 1866)
- 1939 – Wincenty Łopaciński, polski historyk, archiwista (ur. 1886)
- 1940 – Janina Lewandowska, polska podporucznik pilot, jedyna kobieca ofiara zbrodni katyńskiej (ur. 1908)
- 1941:
  - Leon Berenson, polski prawnik, adwokat pochodzenia żydowskiego (ur. 1882)
  - Jerzy Jakowejczuk, polski kleryk, Sługa Boży (ur. 1916)
  - Bogusław Łubieński, polski polityk, poseł na Sejm RP (ur. 1893)
- 1942 – Juliusz Frist, polski prawnik, przedsiębiorca pochodzenia żydowskiego (ur. 1887)
- 1943 – Władysław Tomczak, polski podporucznik (ur. 1897)
- 1944:
  - Mezio Agostini, włoski kompozytor (ur. 1875)
  - Arthur Kickton, niemiecki architekt (ur. 1861)
  - William O’Connell, amerykański duchowny katolicki, arcybiskup Bostonu, kardynał (ur. 1859)
  - Nikolaos Roussen, grecki oficer marynarki wojennej, uczestnik II wojny światowej (ur. 1913)
  - Edmund Schulthess, szwajcarski polityk, prezydent Szwajcarii (ur. 1868)
- 1945:
  - Wilhelm Arndt, niemiecki funkcjonariusz, kamerdyner Adolfa Hitlera (ur. 1913)
  - Leandro Arpinati, włoski polityk, działacz sportowy, prezydent Włoskiego Związku Piłki Nożnej (ur. 1892)
  - Wilhelm Cauer, niemiecki matematyk (ur. 1900)
  - Bolesław Fichna, polski adwokat, polityk (ur. 1891)
  - Käthe Kollwitz, niemiecka rzeźbiarka, malarka (ur. 1867)
  - Aleksander Waszkiewicz, radziecki pułkownik i polski generał brygady (ur. 1901)
- 1946 – Harlan Fiske Stone, amerykański prawnik (ur. 1872)
- 1947 – Antonio Escoto, gwatemalski poeta, dyplomata (ur. 1889)
- 1948 – Prosper Montagné, francuski szef kuchni (ur. 1865)
- 1949 – Józef Bujak, polski kapitan piechoty, biegacz narciarski (ur. 1898)
- 1950 – Nion Tucker, amerykański bobsleista, przedsiębiorca (ur. 1885)
- 1951 – Horace Donisthorpe, brytyjski myrmekolog, koleopterolog (ur. 1870)
- 1952 – Jakob Rosenfeld, austriacki lekarz pochodzenia żydowskiego (ur. 1903)
- 1953:
  - Jan Czochralski, polski chemik, metaloznawca, wynalazca, wykładowca akademicki (ur. 1885)
  - Armin Leuschner, amerykański astronom pochodzenia niemieckiego (ur. 1868)
- 1954:
  - Jörg Lanz von Liebenfels, austriacki zakonnik, dziennikarz, publicysta (ur. 1874)
  - Jan Mroziński, polski aktor (ur. 1899)
  - Julian Rummel, polski inżynier budowy okrętów (ur. 1878)
- 1955 – Jan Talaga, polski malarz (ur. 1876)
- 1956:
  - Walt Faulkner, amerykański kierowca wyścigowy (ur. 1918)
  - Tadeusz Mokłowski, polski podpułkownik saperów, chemik (ur. 1878)
  - Jan Šrámek, czeski duchowny katolicki, polityk, premier Czechosłowacji na uchodźstwie (ur. 1870)
- 1957:
  - Roy Campbell, południowoafrykański poeta, satyryk (ur. 1901)
  - Alfredo Gollini, włoski gimnastyk (ur. 1881)
  - Mikkjel Hemmestveit, norweski skoczek narciarski, kombinator norweski (ur. 1863)
  - Augustyn Träger, polski żołnierz armii austro-węgierskiej, oficer wywiadu AK pochodzenia austriackiego (ur. 1896)
- 1960 – Antonín Hasal, czeski generał, działacz emigracyjny (ur. 1883)
- 1961 – Jacques Stephen Alexis, haitański prozaik, poeta, polityk komunistyczny (ur. 1922)
- 1965 – Johnny Dundee, amerykański bokser (ur. 1893)
- 1966 – Mario Vallotto, włoski kolarz torowy (ur. 1933)
- 1967 – Tom Conway, brytyjski aktor pochodzenia rosyjskiego (ur. 1904)
- 1969:
  - Waldemar Babinicz, polski pisarz (ur. 1902)
  - Markian Popow, radziecki generał, polityk (ur. 1902)
  - Saverio Ragno, włoski szpadzista, florecista (ur. 1902)
- 1970:
  - Stanley Benham, amerykański bobsleista (ur. 1913)
  - Kuri Kikuoka, japoński prozaik, poeta, krytyk literacki (ur. 1909)
- 1971:
  - Jan Gray, polski major pilot (ur. 1893)
  - Charles Portal, brytyjski marszałek lotnictwa, polityk (ur. 1893)
- 1972:
  - Stanisław Czarzasty, polski porucznik, działacz społeczny i polonijny (ur. 1907)
  - Klaus Herrmann, niemiecki pisarz (ur. 1903)
- 1973:
  - Piotr Kosienko, radziecki generał porucznik artylerii (ur. 1902)
  - Ivan Prezejl, jugosłowiański wojskowy, dowódca słoweńskich czetników w czasie II wojny światowej (ur. 1895)
  - Dalip Singh Saund, amerykański polityk pochodzenia indyjskiego (ur. 1899)
- 1974 – Hennie Quentemeijer, holenderski bokser (ur. 1920)
- 1975:
  - Willy Böckl, austriacki łyżwiarz figurowy, trener (ur. 1893)
  - Lajos Steiner, węgiersko-australijski szachista pochodzenia żydowskiego (ur. 1903)
- 1976 – Iwan Ludnikow, radziecki generał pułkownik (ur. 1902)
- 1977 – Édouard Van Dyck, belgijski kolarz szosowy (ur. 1918)
- 1978:
  - Helena Bursiewicz, polska lekarka, polityk, poseł na Sejm PRL (ur. 1933)
  - Nicolae Caranfil, rumuński florecista, polityk (ur. 1893)
  - Basil Dean(inne języki), brytyjski reżyser filmowy (ur. 1887)
  - Will Geer, amerykański aktor (ur. 1902)
- 1979:
  - Amedeo Biavati, włoski piłkarz (ur. 1915)
  - Serafin (Nikitin), rosyjski biskup prawosławny (ur. 1905)
  - Piotr Pospiełow, radziecki polityk (ur. 1898)
- 1980:
  - Jane Froman, amerykańska piosenkarka, aktorka (ur. 1907)
  - Igor Jeżow, radziecki dyplomata (ur. 1921)
  - Jan Liwacz, polski mistrz kowalstwa artystycznego, więzień Auschwitz-Birkenau (ur. 1898)
  - Fritz Straßmann, niemiecki chemik, wykładowca akademicki (ur. 1902)
- 1981 – Iwan Bielakow, radziecki kapitan pilot (ur. 1922)
- 1982 – Jerzy Dowiat, polski historyk, mediewista, profesor nauk humanistycznych (ur. 1920)
- 1983:
  - Earl Hines, amerykański pianista jazzowy (ur. 1903)
  - Gösta Holmér, szwedzki lekkoatleta, płotkarz i wieloboista (ur. 1891)
  - Gunta Stölzl, niemiecka artystka (ur. 1897)
- 1984:
  - Ansel Adams, amerykański fotograf (ur. 1902)
  - Leonid Graczow, radziecki generał major służby intendenckiej, polityk (ur. 1907)
  - Nikołaj Wieriowkin-Rachalski, radziecki generał porucznik (ur. 1893)
- 1986 – Mircea Eliade, rumuński religioznawca, indolog, filozof kultury, wykładowca akademicki, pisarz, dyplomata (ur. 1907)
- 1987 – Hieronim Ławniczak, polski regionalista, muzealnik, pedagog (ur. 1920)
- 1988:
  - Janusz Hrynkiewicz, polski polityk, minister przemysłu ciężkiego (ur. 1924)
  - Irene Rich, amerykańska aktorka (ur. 1891)
- 1989:
  - György Kulin, węgierski astronom (ur. 1905)
  - Emilio Segrè, włoski fizyk, wykładowca akademicki, laureat Nagrody Nobla (ur. 1905)
- 1990:
  - Halina Chrostowska, polska graficzka, rysowniczka, pedagog, działaczka artystyczna (ur. 1929)
  - Włodzimierz Kwaskowski, polski aktor (ur. 1914)
- 1991:
  - Micheil Meschi, gruziński piłkarz, trener i działacz piłkarski (ur. 1937)
  - Sylvio Pirillo, brazylijski piłkarz, trener (ur. 1916)
  - Feriha Tevfik, turecka aktorka (ur. 1910)
- 1993 – Bertus Aafjes, holenderski poeta, prozaik, tłumacz, eseista (ur. 1914)
- 1994:
  - Karl Hess, amerykański filozof, anarchista, dziennikarz (ur. 1923)
  - Richard Nixon, amerykański polityk, wiceprezydent i prezydent USA (ur. 1913)
- 1995:
  - Carlo Ceresoli, włoski piłkarz (ur. 1910)
  - Tony Jaros, amerykański koszykarz (ur. 1920)
  - Don Pullen, amerykański muzyk jazzowy, kompozytor, producent muzyczny (ur. 1941)
- 1996:
  - Erma Bombeck, amerykańska humorystka (ur. 1927)
  - Mario Luigi Ciappi, włoski kardynał (ur. 1909)
- 1997 – Nestor Cerpa Cartolini, peruwiański rewolucjonista (ur. 1954)
- 1998:
  - Carlo Donida, włoski kompozytor, pianista (ur. 1920)
  - Wadym Het´man, ukraiński ekonomista, polityk, prezes Narodowego Banku Ukrainy (ur. 1935)
  - Henryk Klaja, polski organista, pedagog (ur. 1930)
  - Régine Pernoud, francuska historyk, archiwistka (ur. 1909)
  - Georges Paillard, francuski kolarz szosowy i torowy (ur. 1904)
- 1999:
  - Chan Canasta, brytyjski iluzjonista pochodzenia żydowskiego (ur. 1920)
  - Władysław Kądziołka, polski górnik, polityk, poseł na Sejm PRL (ur. 1925)
  - Bert Remsen, amerykański aktor (ur. 1925)
- 2000 – Janina Fleming, polska nauczycielka, polityk, poseł na Sejm PRL (ur. 1925)
- 2001 – Władysław Honkisz, polski generał brygady (ur. 1928)
- 2002:
  - Albrecht Becker, niemiecki scenograf, fotograf, aktor (ur. 1906)
  - Linda Lovelace, amerykańska aktorka pornograficzna (ur. 1949)
  - Adam Majewski, polski optoelektronik, wykładowca akademicki (ur. 1940)
  - Victor Weisskopf, austriacko-amerykański fizyk (ur. 1908)
- 2003:
  - Andrea King, amerykańska aktorka pochodzenia francuskiego (ur. 1919)
  - Michael Larrabee, amerykański lekkoatleta, sprinter (ur. 1933)
  - Witold Sułkowski, polski dziennikarz, poeta, działacz opozycji antykomunistycznej (ur. 1943)
  - Maria Wine, szwedzka poetka, pisarka pochodzenia duńskiego (ur. 1912)
  - Jurij Wojnow, ukraiński piłkarz, trener pochodzenia rosyjskiego (ur. 1931)
- 2004:
  - Natasza Czarmińska, polska piosenkarka, poetka, reżyserka filmów dokumentalnych, ezoteryk (ur. 1950)
  - Art Devlin, amerykański skoczek narciarski, dziennikarz, działacz sportowy (ur. 1922)
  - Szczepan Pieszczoch, polski duchowny katolicki, patrolog (ur. 1921)
  - Pat Tillman, amerykański futbolista, żołnierz (ur. 1976)
- 2005:
  - Norman Bird, brytyjski aktor (ur. 1920)
  - Erika Fuchs, niemiecka tłumaczka (ur. 1906)
  - Philip Morrison, amerykański fizyk jądrowy, wykładowca akademicki (ur. 1915)
  - Eduardo Paolozzi, szkocki rzeźbiarz (ur. 1924)
  - Leonid Szamkowicz, amerykański szachista (ur. 1923)
- 2006:
  - Enriqueta Harris, brytyjska pisarka, historyk sztuki (ur. 1910)
  - Alida Valli, włoska aktorka (ur. 1921)
- 2007:
  - Juanita Millender-McDonald, amerykańska polityk (ur. 1938)
  - Jan Zakrzewski, polski dziennikarz (ur. 1920)
- 2008 – Ričardas Tamulis, litewski bokser (ur. 1938)
- 2009:
  - Ken Annakin, brytyjski reżyser filmowy (ur. 1914)
  - Jack Cardiff, brytyjski reżyser filmowy (ur. 1914)
- 2010 – Emilio Álvarez, urugwajski piłkarz (ur. 1939)
- 2011:
  - Wiel Coerver, holenderski piłkarz, trener (ur. 1924)
  - Siarhiej Łahun, białoruski sztangista (ur. 1988)
- 2012 – Jan Suzin, polski prezenter telewizyjny, lektor (ur. 1930)
- 2013:
  - Vivi Bach, duńska aktorka (ur. 1939)
  - Richie Havens, amerykański piosenkarz (ur. 1941)
- 2014:
  - Jovan Krkobabić, serbski polityk, wicepremier (ur. 1930)
  - Werner Potzernheim, niemiecki kolarz torowy (ur. 1927)
- 2015:
  - Mieczysław Tanty, polski historyk (ur. 1928)
  - Tero Turkki, fiński skoczek narciarski (ur. 1978)
- 2016 – Mieczysław Michalik, polski generał brygady, filozof, etyk (ur. 1927)
- 2017:
  - Jerzy Czubała, polski piłkarz, hokeista (ur. 1933)
  - Hubert Dreyfus, amerykański filozof, wykładowca akademicki (ur. 1929)
  - Lidia Klat-Wertelecka, polska prawnik (ur. 1967)
  - Sophie Lefranc-Duvillard, francuska narciarka alpejska (ur. 1971)
  - Erin Moran, amerykańska aktorka (ur. 1960)
  - Attilio Nicora, włoski duchowny katolicki, biskup Werony, kardynał (ur. 1937)
  - Witold Pyrkosz, polski aktor (ur. 1926)
  - Gustavo Rojo, urugwajski aktor (ur. 1923)
  - Michele Scarponi, włoski kolarz szosowy (ur. 1979)
  - Stefan Sutkowski, polski oboista, muzykolog, działacz kulturalny (ur. 1932)
- 2018:
  - Demeter Bitenc, słoweński aktor (ur. 1922)
  - Nino Churcidze, gruzińska szachistka (ur. 1975)
  - Kazimierz Radowicz, polski pisarz, scenarzysta, autor słuchowisk radiowych (ur. 1931)
  - Jur Zieliński, polski piłkarz, trener (ur. 1945)
- 2019:
  - Alojzy Jarguz, polski sędzia piłkarski, działacz sportowy (ur. 1934)
  - Stanisław Jędryka, polski reżyser i scenarzysta filmowy (ur. 1933)
  - Simon Kaipuram, indyjski duchowny katolicki, biskup Balasore (ur. 1954)
  - Lê Đức Anh, wietnamski generał, polityk komunistyczny, prezydent Wietnamu (ur. 1920)
  - Billy McNeill, szkocki piłkarz, trener (ur. 1940)
- 2020:
  - Hartwig Gauder, niemiecki lekkoatleta, chodziarz (ur. 1954)
  - Shirley Knight, amerykańska aktorka (ur. 1936)
- 2021:
  - Terrence Clarke, amerykański koszykarz (ur. 2001)
  - Charles Fries, amerykański producent filmowy (ur. 1928)
  - Selma Gürbüz, turecka malarka, rzeźbiarka (ur. 1960)
  - Mirosław Handke, polski chemik, polityk, minister edukacji narodowej (ur. 1946)
  - Krystyna Łyczywek, polska romanistka, tłumaczka, dziennikarka, fotografka (ur. 1920)
  - Shock G, amerykański raper (ur. 1963)
- 2022:
  - Stefan Angielski, polski lekarz, profesor nauk medycznych (ur. 1929)
  - Michelle Suárez Bértora, urugwajska polityczka (ur. 1983)
  - Guy Lafleur, kanadyjski hokeista (ur. 1951)
  - Ted Prappas, amerykański kierowca wyścigowy (ur. 1955)
  - Wiktor Zwiahincew, ukraiński piłkarz, sędzia piłkarski (ur. 1950)
- 2023:
  - Mudar Badran, jordański wojskowy, polityk, premier Jordanii (ur. 1934)
  - James Chan Soon Cheong, malezyjski duchowny katolicki, biskup Melaka-Johor (ur. 1926)
  - Herb Douglas, amerykański lekkoatleta, sprinter, skoczek w dal (ur. 1922)
  - Len Goodman, brytyjski tancerz, nauczyciel tańca, sędzia turniejów tanecznych (ur. 1944)
  - Barry Humphries, australijski aktor (ur. 1934)
  - Edmund Karwański, polski aktor (ur. 1929)
  - Ulf Sundqvist, fiński bankowiec, polityk, minister edukacji, minister handlu (ur. 1945)
  - Krzysztof Karoń, polski publicysta, filozof, krytyk marksizmu (ur. 1955)
- 2024:
  - Leszek Staroń, polski reżyser, scenograf i scenarzysta filmowy (ur. 1938)
  - Brian Tobin, australijski tenisista, działacz sportowy, przewodniczący Międzynarodowej Federacji Tenisowej (ITF) (ur. 1930)
  - Michael Verhoeven, niemiecki reżyser, scenarzysta i producent filmowy (ur. 1938)
- 2025:
  - Zurab Cereteli, gruziński rzeźbiarz, malarz, architekt (ur. 1934)
  - Lar Park-Lincoln, amerykańska aktorka (ur. 1961)